# Euvrilletta grossus
Euvrilletta grossus is een keversoort uit de familie klopkevers (Anobiidae). De wetenschappelijke naam van de soort is voor het eerst geldig gepubliceerd in 1946 door Van Dyke.